# Chauffayer
Pour les articles homonymes, voir Aubessagne (homonymie).
Chauffayer est une ancienne commune française située dans le département des Hautes-Alpes en région Provence-Alpes-Côte d'Azur.

## Toponymie

### Chauffayer
Le nom de la localité est attesté sous la forme Chalfanerium (lire *Chalfayerium) dès 1373. 
Il s'agit d'une formation toponymique médiévale dont le premier élément chau- représente une évolution locale du radical calm-, d'un terme indigène latinisé en calmis et signifiant « (en plaine) terrain peu productif, le plus souvent en pré », « (dans les Préalpes et les Alpes) pâturage en montagne, au-dessus de la limite des forêts, sommet engazonné, souvent d´accès difficile et de végétation maigre ». En vieux français chaux « lieu improductif », « terre inculte » et en franco-provençal pluriel chaux « montagne à sommet aplati » (Wartburg) ; mot régional chau, chaux « pâturage de montagne » (Pégorier). Le second élément -fayet, représente l’occitan et franco-provençal fayet « bois de hêtres, hêtraie » (cf. fayard); le -t final n'étant plus prononcé, le suffixe collectif -et a été remplacé par la terminaison -er.

### Microtoponymie
- Beaurepaire : attesté sous les formes Pulchrum Repayre, Bellum Repayre, Bellum Riparium en 1540 dans les archives du Chapitre de Gap, Beaurepaire en Champsaur dans les archives du château Picomtal à Crots[1]. Il s'agit d'un composé fréquent de beau- et repaire, soit au sens de « rive » (< bas latin riparia), soit au sens de « séjour, habitation, demeure ».
- Les Blachus : dérivé de blache (pron. « blâche »), toponyme très fréquent en Champsaur[1] signifiant « bois, taillis »
- L'Hôpital : ancien hameau des Bannes, où l'ordre hospitalier de Saint-Antoine établit au XIVe siècle une commanderie dont il ne reste rien que le nom[1].
- Le Cros : microtoponyme commun dans la région, attesté sous la forme latinisée crosum aux XIIe et XIIIe siècles. Cros désigne un creux, une petite dépression[Note 1].

## Histoire
Récemment intégrée à la commune nouvelle d’Aubessagne, qui marque un retour à l'ancienne dénomination. Le seigneur du lieu y avait édifié une maison forte, dépendant du vibaillage du Champsaur. C'est au début du XIVe siècle que la famille des Herbeys hérite du mandement d'Aubessagne, et entreprend d'en faire une demeure seigneuriale. En 1770, Louis-François des Herbeys, qui hérite du château et des terres d'Aubessagne, fait construire un canal de dérivation de la Séveraisse pour permettre l'irrigation du plateau d'Aubessagne. Ce canal, dont la prise est située à l'ubac de Saint-Maurice-en-Valgodemard et dont le tracé peut être suivi sur toute la traversée de la commune de Saint-Jacques-en-Valgodemard, aboutit à l'arrière du château. Achevé en 1773, il n'est mis en service qu'en 1811.
À la fin du XIXe siècle, le hameau de Chauffayer, sur la route royale de Grenoble à Grasse (future route nationale 85), est devenu le plus important de la commune. Le chef-lieu y est alors établi, et la commune prend son nom en 1887.
Pendant la Seconde Guerre mondiale, Chauffayer, dont la quasi-totalité de la population était en faveur de la Résistance, a fourni deux groupes de combat aux FFI, l'un de l’AS (commandée par Jean Jourdan, instituteur révoqué par Vichy), l’autre FTP commandé par J. Gras, lui aussi instituteur. Par ailleurs, le village a abrité trois familles juives qui ont donc survécu. Le dimanche 20 août 1944, les groupes de résistance ont accroché la colonne allemande qui venait de Grenoble pour assister la garnison de Gap. Il y eut un combat où périrent deux maquisards (Mathieu et Gras, homonyme du capitaine FTP) et trois autres habitants de Chauffayer. La ferme des Quatre-Chemins fut incendiée. Le maire, Pierre Roux, était resté courageusement à son poste dans un village entièrement déserté. Le soir du 21 août 1944, l'avant-garde américaine arriva à Chauffayer et continua sa route vers Grenoble, parallèlement à une autre colonne qui passait par Lus-la-Croix-Haute.
La commune fusionne avec Les Costes et Saint-Eusèbe-en-Champsaur pour former la commune nouvelle d'Aubessagne au 1er janvier 2018.

## Géographie

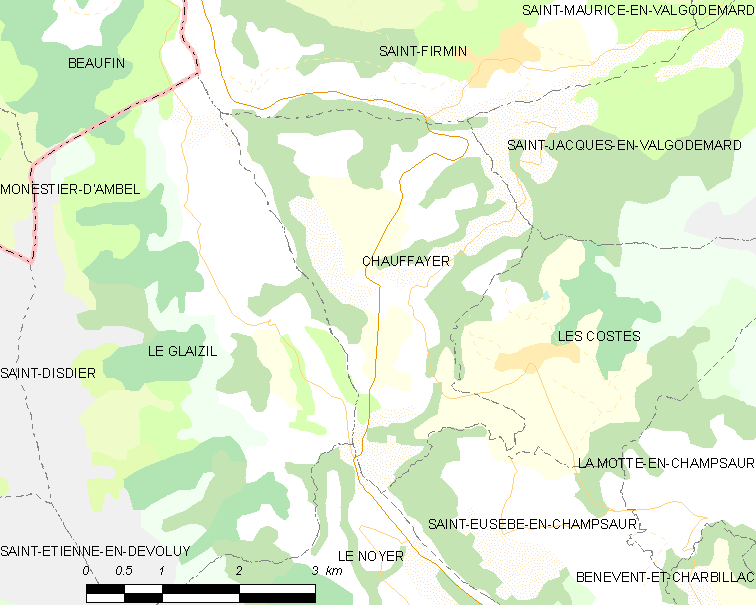
Localisation de Chauffayer et des communes avoisinantes.

Chauffayer comprend de nombreux hameaux et lieux-dits : Le Bannet, La Blache, Beaurepaire, Les Bannettes, Les Blachus, Combardenq, L'Hôpital, Le Cros, La Pierre...

## Démographie
L'évolution du nombre d'habitants est connue à travers les recensements de la population effectués dans la commune depuis 1793. Pour les communes de moins de 10 000 habitants, une enquête de recensement portant sur toute la population est réalisée tous les cinq ans, les populations de référence des années intermédiaires étant quant à elles estimées par interpolation ou extrapolation. Pour la commune, le premier recensement exhaustif entrant dans le cadre du nouveau dispositif a été réalisé en 2007.

En 2015, la commune comptait 383 habitants, en évolution de −2,05 % par rapport à 2009 (Hautes-Alpes : +0,4 %, France hors Mayotte : +2,11 %).
| 1793 | 1800 | 1806 | 1821 | 1831 | 1836 | 1841 | 1846 | 1851 |
| ---- | ---- | ---- | ---- | ---- | ---- | ---- | ---- | ---- |
| 727  | 407  | 651  | 695  | 828  | 884  | 923  | 895  | 858  |

| 1856 | 1861 | 1866 | 1872 | 1876 | 1881 | 1886 | 1891 | 1896 |
| ---- | ---- | ---- | ---- | ---- | ---- | ---- | ---- | ---- |
| 865  | 874  | 843  | 850  | 847  | 848  | 900  | 815  | 764  |

| 1901 | 1906 | 1911 | 1921 | 1926 | 1931 | 1936 | 1946 | 1954 |
| ---- | ---- | ---- | ---- | ---- | ---- | ---- | ---- | ---- |
| 759  | 703  | 699  | 666  | 660  | 609  | 560  | 581  | 494  |

| 1962 | 1968 | 1975 | 1982 | 1990 | 1999 | 2006 | 2007 | 2012 |
| ---- | ---- | ---- | ---- | ---- | ---- | ---- | ---- | ---- |
| 496  | 504  | 528  | 402  | 363  | 334  | 377  | 383  | 391  |

| 2015 | - | - | - | - | - | - | - | - |
| ---- | - | - | - | - | - | - | - | - |
| 383  | - | - | - | - | - | - | - | - |

## Politique et administration
| Période                                  | Période       | Identité        | Étiquette | Qualité |
| ---------------------------------------- | ------------- | --------------- | --------- | ------- |
| Les données manquantes sont à compléter. |               |                 |           |         |
| avant 1995                               | mars 2008     | Jeanine Paumont | DVD       |         |
| mars 2008                                | décembre 2017 | Richard Achin   | DVD       | Employé |

Au 1er janvier 2018, la commune de Chauffayer ayant disparu, les conseillers municipaux de la commune élus en 2014 ont été déclarés membres du conseil municipal de la commune nouvelle d'Aubessagne, et M. Richard Achin a assuré la fonction de maire de la commune nouvelle jusqu'à l'installation du conseil municipal de cette commune issu des élections municipales de 2020.

## Culture locale et patrimoine

### Lieux et monuments

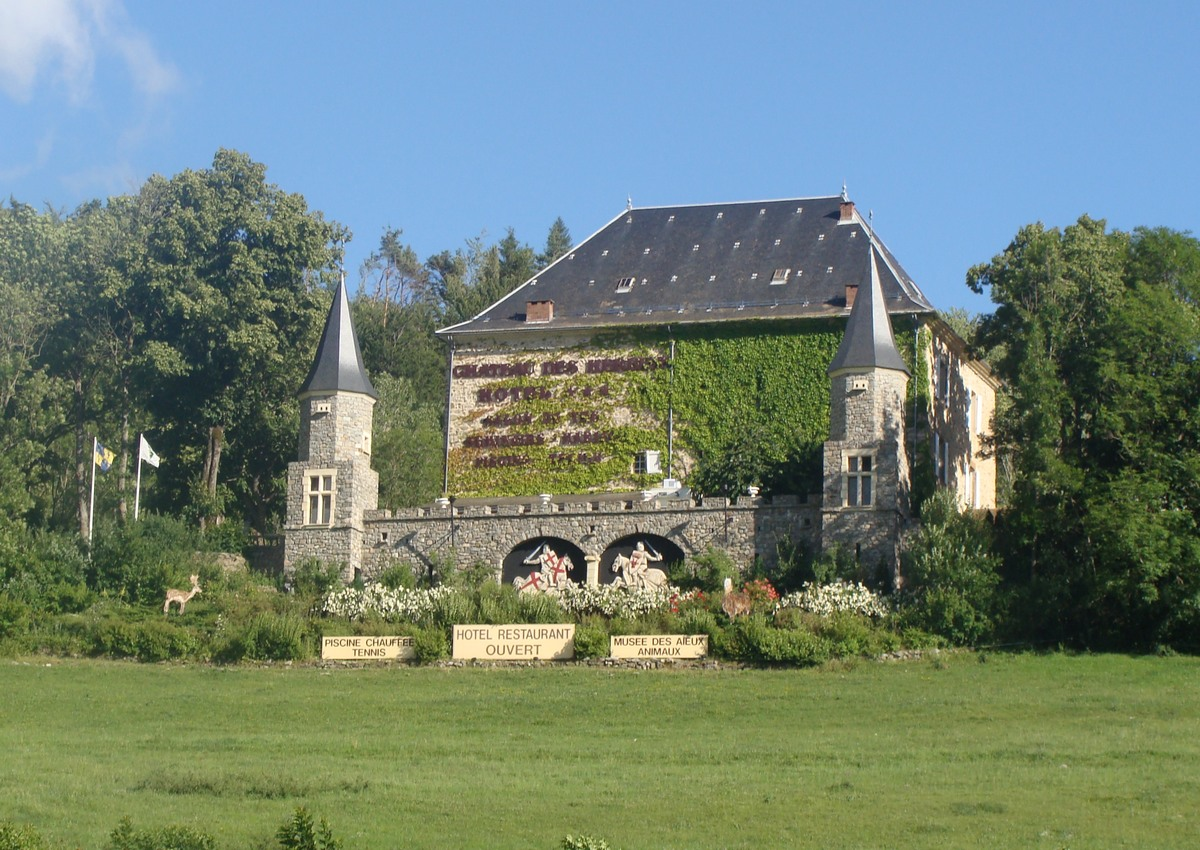
Le château des Herbeys vu de la route nationale.

- L'église paroissiale Sainte-Anne, du XIXe siècle, au nord du village, intérieur richement décoré.
- Les chapelles des hameaux de l'Hôpital et des Pierres.
- Le « château des Herbeys », maison forte dont l'origine remonte au XIIIe siècle, richement rénovée à la Renaissance, aménagée au XXe siècle en hôtel de luxe. Une fontaine monumentale située derrière le château rappelle l'amenée d'eau réalisée à la fin du XVIIIe siècle par le seigneur des Herbeys. Un parc animalier est annexé au château.

### Personnalités liées à la commune
Madeleine Jourdan, institutrice à l'école du village. À sa retraite, elle entra à la maison de retraite Le Drac aux barraques de saint-Bonnet ou elle fut l'une des doyennes des Hautes-Alpes et la doyenne des enseignants du département puisqu'elle ne mourut qu'à 107 ans. Elle fut décorée des palmes académiques. Elle était veuve de Jean Jourdan qui commandait en 1944 le groupe de résistance FFI, ancien combattant de 1914-1918, il était chevalier de l'ordre de la Légion d'honneur.

### Héraldique
| Blason de Moliens | Blason  | D'argent à l'aigle d'azur couronnée d'or, becquée et membrée de gueules. |
| Blason de Moliens | Détails |                                                                          |